# Hugues de Salins
Pour les articles homonymes, voir Salins.
Hugues de Salins, né le 3 décembre 1632 à Beaune et mort le 29 septembre 1710 à Meursault, est un humaniste, un médecin érudit et collectionneur français.

## Biographie
Hugues né à Beaune en la paroisse Saint-Pierre le 3 décembre 1632. Il est le fils de Hugues dit l'Ancien (mort en 1659), conseiller du Roi et également docteur en médecine, et de Françoise Tavault. Il se marie le 4 août 1654, en sa paroisse d'origine, avec Marguerite Bonnamour, fille de Claude qui est un échevin d'Arnay-le-Duc.
Reçu docteur en médecine à Angers, Hugues de Salins fut par la suite docteur agrégé au collège des médecins de Dijon, et secrétaire du roi en la chambre des comptes de Dole. Il a publié divers mémoires en tant que médecin, dont un récit de la maladie extraordinaire de Mme Cœurdecroy et un ouvrage en latin sur la maladie singulière de Jean Berardier, jeune homme qui fut trois ans sans aller sur la selle.
Son frère Jean-Baptiste et lui ont été en correspondance avec le médecin et érudit bibliophile parisien Guy Patin de 1648 à 1670.

### Polémique sur les vins
Une polémique à propos des qualités respectives des vins de Bourgogne et de Champagne les fit connaître au public.
Le 5 mai 1700, un jeune médecin, M. Le Pescheur, avait soutenu à la faculté de Reims, une thèse sur la prééminence du goût et de la salubrité du vin de Champagne sur le vin de Bourgogne. Le docteur Salins y répondit en publiant une Défense du vin de Bourgogne contre le vin de Champagne. Cette défense obtint un succès colossal à Beaune. Le Pescheur répliqua par une lettre insérée au Journal des Savants, en 1706. Salins s'en vengea par une cinquième édition de sa dissertation. Le Pescheur continua de harceler son adversaire dans une Réponse à la cinquième édition de M. de Salins l'aîné. Jean-Baptiste, aidé de son frère, Hugues de Salins, prit la municipalité de Reims à partie. Cela donna : la Lettre écrite à un magistrat du premier ordre, pour réponse à un docteur rémois auteur d'un libelle diffamatoire.
Il semble cependant que le rôle de Hugues se borna dans cette polémique à traduire le pamphlet de son frère en latin, et à le publier sans son autorisation.

### Polémique sur Bibracte
Hugues de Salins publia par la suite une réfutation aux affirmations de Messieurs de Mandajours, maire d'Alais (qui plaçait Bibracte à Pérac, près de Langeac en Auvergne) ; Moreau de Mautour (qui plaçait, à juste titre, Bibracte sur les hauteur de Beuvray en Nivernais) ; et du Père jésuite  Lempéreur, qui la plaçait à Autun. On lui doit ainsi quelques dissertations sur l'antiquité de la ville de Beaune, (selon lui l'ancienne Bibracte des Éduens dans les Commentaires de Jules César). Ses longues recherches s'étaient accumulées au point que leur résultat pouvait remplir un épais in-4°. La ville de Beaune fut sollicitée pour l'impression et son corps municipal, plus jaloux de la réputation des vins de la contrée que de sa gloire antique, rejeta l'offre.

### Anecdotes historiques
Collectionneur d'anecdotes historiques, sur la taille du foie de Richelieu ou ses traits d'esprit, Hugues de Salins conte dans ses mémoires la mort du mathématicien François Viète. Ce récit a été popularisé par Feuillet de Conches et Monmerqué. Ces notes manuscrites ont disparu lors de la dispersion par de Conches de sa collection, mais il les avait fait connaître quarante ans plus tôt à Frédéric Ritter qui s'en inspire, à Benjamin Fillon, et à Monmerqué, qui les cite explicitement :

« M. Viète, maître des requêtes, natif de Fontenay en Poitou, mourut à Paris l'an 1603. Il étoit fort savant en mathématiques. Étant très-malade, la présidente Dolet le pria de se confesser à un prêtre et de se servir d'un médecin. Il dit qu'il n'avoit que faire de l'un ni de l'autre. Elle lui remontra que, s'il mourait ainsi, sa fille ne trouveroit pas de parti, comme  fille d'un athée ; ce qui le fit résoudre à se confesser.  Pour un médecin, il dit qu'il ne vouloit point, si ce n'étoit M. Duret, à la charge qu'en ses visites il l'entretiendrait de mathématiques, en lesquelles on disait qu'il était savant. Il appela un jour Joseph Scaliger maitre es-arts, qui lui répondit qu'il était gentilhomme de  bon lieu, et qu'il n'avoit appris les bonnes lettres que  pour ornement de sa noblesse. M. Viète était quelquefois trois jours et trois nuits sans boire, manger, ni dormir, méditant quelque point difficile des mathématiques. M. Viète avait pour familier et pour domestique, et qui faisait la plupart de ses affaires, un nommé Aleaume, qui devint aussi par ce moyen grand mathématicien, et eut presque tous les livres de M. Viète après sa mort. »

## Œuvres
- Lettre écrite à un magistrat du premier ordre, pour réponse à un docteur rémois auteur d'un libelle diffamatoire, par deux lettres qu'il a écrites contre l'honneur et la réputation des vins de Beaune, Paris, 1706.
- Copie de la lettre de M. de Salins, écrite à un de ses amis, servant à réfuter l'extrait de la dissertation de M. Moreau de Mautour sur la ville de Bibracte, Dijon, 1708, in-8°.
- Lettre du même à un de ses amis, contenant ses réflexions sur une dissertation historique au sujet de l'ancienne Bibracte, composée par un anonyme, imprimée à Paris en 1706, chez Pierre Cot. d. Beaune, 1709, in-12.